# Jagdish Kumar Bishnoi
Jagdish Kumar Singh Bishnoi (ur. 20 maja 1972) – hinduski lekkoatleta, który specjalizował się w rzucie oszczepem.
W 2000 roku brał udział w igrzyskach olimpijskich - z wynikiem 70,86 zajął ostatecznie 30. miejsce w eliminacjach i nie awansował do finału. Złoty medalista mistrzostw Azji (2000). Rekord życiowy: 79,67 (31 lipca 2000, Ćennaj).